# Philippe de France (1730-1733)
Pour les articles homonymes, voir Philippe V, Philippe de France et Philippe de Bourbon.
Titre
Duc d'Anjou
30 août 1730 – 7 avril 1733
Philippe de France, duc d'Anjou, né le 30 août 1730 au château de Versailles et mort le 7 avril 1733 dans le même palais, est un prince français, second fils du roi Louis XV et de la reine Marie Leszczyńska.

## Biographie

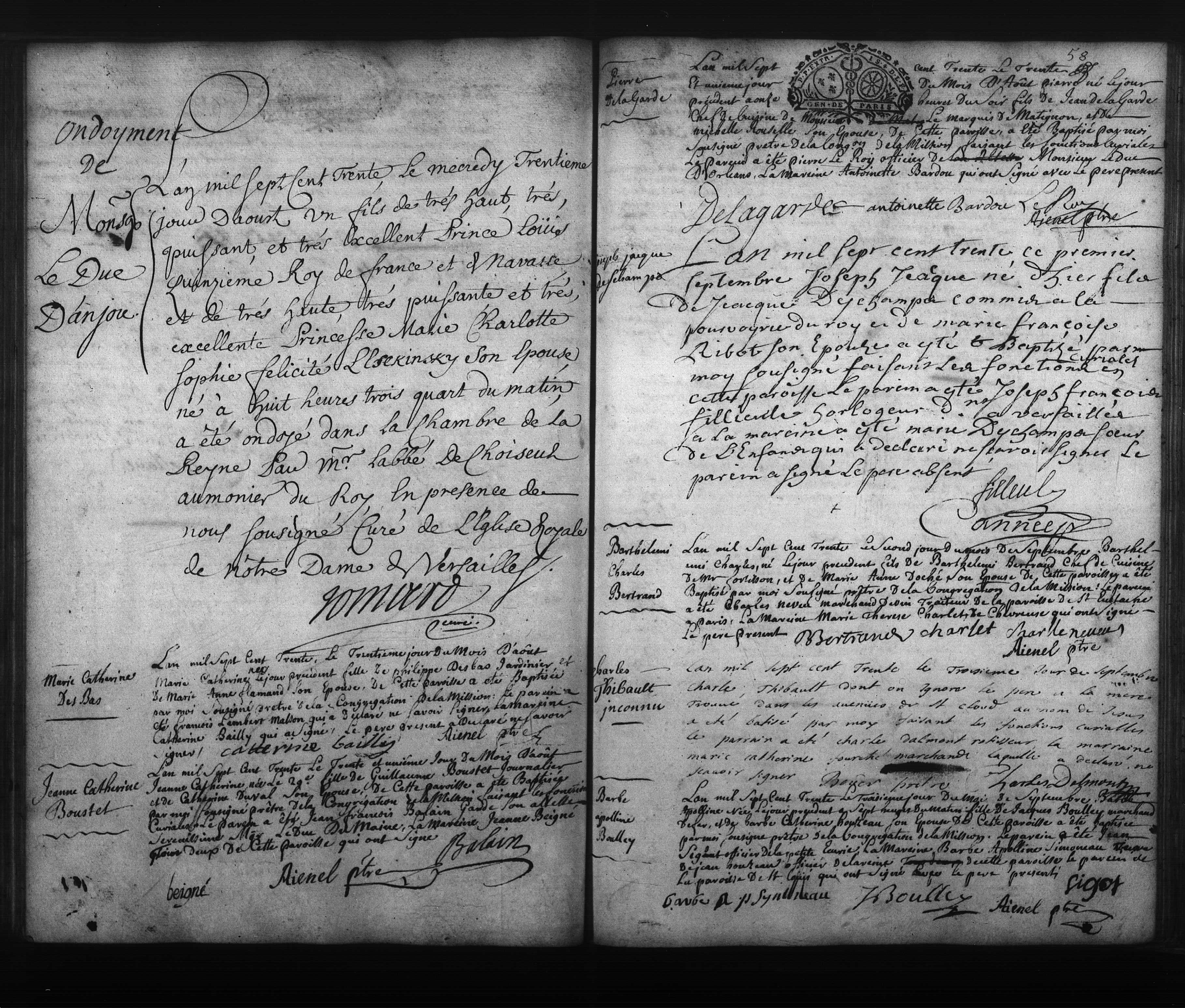
Registre des baptêmes de la paroisse de Notre-Dame de Versailles, mentionnant l'ondoiement du duc d'Anjou.

Philippe Louis est né au château de Versailles le 30 août 1730, un an après la naissance de son frère aîné, Louis. Il est le fils du roi de France Louis XV, alors âgé de 20 ans, et de son épouse, la reine Marie Leszczyńska, alors âgée de 27 ans. Il est le deuxième fils et le cinquième enfant de la famille royale.
Par sa naissance, il a rang de fils de France et d'altesse royale, et il est le troisième homme le plus important à la cour après son père Louis XV et son frère aîné, Louis, dauphin de France.
Prénommé Philippe, nom traditionnel du deuxième fils, il reçoit de son père le titre de duc d'Anjou à sa naissance, ce titre étant fréquemment associé au deuxième fils du monarque. Le précédent duc d'Anjou avait été son père, 15 ans plus tôt en 1715, sous le règne de son arrière-grand-père.
Le petit Philippe grandit à Versailles avec son frère le dauphin et leurs sœurs jumelles Madame Élisabeth (« Madame de France », future duchesse de Parme) et Madame Henriette (« Madame de Navarre »). En mars 1732, Philippe voit naître la future Madame Adélaïde. L'année suivante, sa sœur aînée Marie Louise de France (Madame Troisième) meurt à Versailles le 19 février 1733 d'un rhume.
Enfant maladif, Philippe est pris en charge par un groupe de femmes qui, par croyance superstitieuse, ont mélangé de la terre de la tombe de saint Médard avec sa nourriture. L'enfant a reçu tellement de terre que ses organes ont souffert. D'ailleurs, les médecins qui ont autopsié l'enfant ont découvert une grande quantité de terre dans ses intestins. En conséquence, Philippe meurt à Versailles le 7 avril 1733 à l'âge de 2 ans, deux mois après Madame Troisième.
Son corps est enterré à la basilique royale de Saint Denis et son cœur fut porté à la chapelle Sainte-Anne (nommée la « chapelle des cœurs », renfermant les cœurs embaumés de quarante-cinq rois et reines de France) de Notre-Dame du Val-de-Grâce.

## Titulature
- 30 août 1730 - 7 avril 1733 : Son Altesse Royale Philippe de France, fils de France, duc d'Anjou